# WIMZ-FM-Sendemast
Der WIMZ-FM-Sendemast ist ein 534,01 Meter hoher abgespannter Sendemast zur Verbreitung von UKW und TV-Programmen in Knoxville, Tennessee, USA. Der WIMZ-FM-Sendemast wurde 1963 fertiggestellt und ist Eigentum von South Central Communications.
Der WIMZ-FM Sendemast war zwei Monate lang bis zur Fertigstellung des KVLY-Sendemasten in Blanchard, North Dakota, USA das höchste Bauwerk der Erde.